# Clarke Johnstone
Clarke Johnstone (Dunedin, 26 de abril de 1987) es un jinete neozelandés que compitió en la modalidad de concurso completo.
Ganó dos medallas de bronce en el Campeonato Mundial de Concurso Completo, en los años 2010 y 2022. Participó en los Juegos Olímpicos de Río de Janeiro 2016, ocupando el cuarto lugar en la prueba por equipos y el sexto en la individual.

## Palmarés internacional
| Campeonato Mundial | Campeonato Mundial          | Campeonato Mundial | Campeonato Mundial |
| Año                | Lugar                       | Medalla            | Categoría          |
| ------------------ | --------------------------- | ------------------ | ------------------ |
| 2010               | Lexington (Estados Unidos)  | Medalla de bronce  | Por equipos        |
| 2022               | Pratoni del Vivaro (Italia) | Medalla de bronce  | Por equipos        |